# Terebra punctum
Terebra punctum é uma espécie de gastrópode do gênero Terebra, pertencente à família Terebridae.